# Eberechi Eze
Pour les articles homonymes, voir Eze.
Eberechi Oluchi Eze, né le 29 juin 1998 à Greenwich, est un footballeur international anglais qui évolue au poste de milieu de terrain à Arsenal.

## Biographie

### En club
Eze est né à Greenwich, dans le Grand Londres, de parents nigérians.  En grandissant, il a réfléchi sur sa vie en disant : « Il y a les beaux quartiers de Greenwich et les moins beaux. J'ai grandi dans un quartier pas si beau. Ce n'était pas la vie la plus facile et tu ne le fais pas.  avoir autant que les autres enfants autour de vous. Le premier endroit où nous allions après l'école était la cage. Nous restions là jusqu'à ce que nos parents nous appellent, ne mangeant pas, jouant toute la journée et toute la nuit. Il n'y avait vraiment rien  d'autre chose à faire. Mais c'est de là que vient l'amour. À l'époque, vous ne réalisez pas que c'est en fait comme ça que vous apprenez votre métier." En grandissant, son idole de football était Ronaldinho. Eze a ensuite rencontré Bright Osayi-Samuel, son coéquipier pendant son séjour aux Queens Park Rangers, à l'école secondaire et a joué au football ensemble dans la même équipe de district.
Eze a commencé sa carrière de footballeur à Arsenal avant d'être libéré à l'âge de treize ans, puis a rejoint Fulham et Reading.  Eze est ensuite apparu en tant que jeune joueur à Millwall, où il a signé une bourse de deux ans avec le club.  Eze a rapidement progressé à la fois du côté des U18 et du côté de la réserve.  Il a été annoncé en avril 2016 qu'Eze quitterait Millwall à la fin de la saison 2015-2016 après ne pas s'être vu proposer un contrat professionnel.
Eberechi Eze fait ses débuts avec les Queens Park Rangers le 7 janvier 2017 en Coupe d'Angleterre, lors d'un match contre les Blackburn Rovers. Prêté aux Wycombe Wanderers lors de la saison 2017-2018, Eze inscrit cinq buts en vingt-deux rencontres.
En 2019-2020, Eze participe aux quarante-six journées de deuxième division anglaise et inscrit quatorze buts. Ses performances attirent l'intérêt de plusieurs clubs de Premier League, mais c'est finalement Crystal Palace qui fait signer le jeune milieu de terrain anglais pour une durée de cinq saisons le 28 août 2020. Le 12 septembre suivant, il participe à son premier match avec les Eagles en entrant en cours de jeu contre Southampton lors de la première journée de Premier League (victoire 1-0). 

### En équipe nationale
Il joue son premier match en équipe d'Angleterre des moins de 20 ans le 11 octobre 2018 contre l'Italie (victoire 2-1).
En juin 2024, il fait partie de la liste des 26 joueurs convoqués par Gareth Southgate pour disputer l'Euro 2024.

## Vie personnelle
Il est chrétien évangélique .
Sa cousine est une actrice américaine qui s'appelle Ego Nwodim.

## Statistiques
| Saison                | Club                     | Championnat           | Championnat | Championnat | Championnat | Coupe nationale | Coupe nationale | Coupe nationale | Coupe de la Ligue | Coupe de la Ligue | Coupe de la Ligue | Supercoupe | Supercoupe | Supercoupe | Compétition(s) continentale(s) | Compétition(s) continentale(s) | Compétition(s) continentale(s) | Compétition(s) continentale(s) | Angleterre | Angleterre | Angleterre | Total | Total | Total |
| Saison                | Club                     | Division              | M.          | B.          | P.d.        | M.              | B.              | P.d.            | M.                | B.                | P.d.              | M.         | B.         | P.d.       | Comp.                          | M.                             | B.                             | P.d.                           | M.         | B.         | P.d.       | M.    | B.    | P.d.  |
| 2016-2017             | Queens Park Rangers      | Championship          | -           | -           | -           | 1               | 0               | 0               | -                 | -                 | -                 | -          | -          | -          | -                              | -                              | -                              | -                              | -          | -          | -          | 1     | 0     | 0     |
| 2017-2018             | Queens Park Rangers      | Championship          | 16          | 2           | 1           | 1               | 0               | 0               | -                 | -                 | -                 | -          | -          | -          | -                              | -                              | -                              | -                              | -          | -          | -          | 17    | 2     | 1     |
| 2018-2019             | Queens Park Rangers      | Championship          | 42          | 4           | 3           | 3               | 0               | 0               | 1                 | 0                 | 0                 | -          | -          | -          | -                              | -                              | -                              | -                              | -          | -          | -          | 46    | 4     | 3     |
| 2019-2020             | Queens Park Rangers      | Championship          | 46          | 14          | 8           | 1               | 0               | 0               | 1                 | 0                 | 0                 | -          | -          | -          | -                              | -                              | -                              | -                              | -          | -          | -          | 48    | 14    | 8     |
| Sous-total            | Sous-total               | Sous-total            | 104         | 20          | 12          | 6               | 0               | 0               | 2                 | 0                 | 0                 | -          | -          | -          | -                              | -                              | -                              | -                              | 0          | 0          | 0          | 112   | 20    | 12    |
| 2017-2018             | Wycombe Wanderers (prêt) | League Two            | 20          | 5           | 0           | 2               | 0               | 0               | -                 | -                 | -                 | -          | -          | -          | -                              | -                              | -                              | -                              | -          | -          | -          | 22    | 5     | 0     |
| Sous-total            | Sous-total               | Sous-total            | 20          | 5           | 0           | 2               | 0               | 0               | 0                 | 0                 | 0                 | -          | -          | -          | -                              | -                              | -                              | -                              | 0          | 0          | 0          | 22    | 5     | 0     |
| 2020-2021             | Crystal Palace           | Premier League        | 34          | 4           | 6           | 1               | 0               | 0               | 1                 | 0                 | 0                 | -          | -          | -          | -                              | -                              | -                              | -                              | -          | -          | -          | 36    | 4     | 6     |
| 2021-2022             | Crystal Palace           | Premier League        | 13          | 1           | 1           | 4               | 0               | 0               | -                 | -                 | -                 | -          | -          | -          | -                              | -                              | -                              | -                              | -          | -          | -          | 17    | 1     | 1     |
| 2022-2023             | Crystal Palace           | Premier League        | 38          | 10          | 4           | 1               | 0               | 0               | 1                 | 0                 | 0                 | -          | -          | -          | -                              | -                              | -                              | -                              | 1          | 0          | 0          | 41    | 10    | 4     |
| 2023-2024             | Crystal Palace           | Premier League        | 27          | 11          | 4           | 2               | 0               | 0               | 2                 | 0                 | 2                 | -          | -          | -          | -                              | -                              | -                              | -                              | 7          | 0          | 0          | 38    | 11    | 6     |
| 2024-2025             | Crystal Palace           | Premier League        | 34          | 8           | 8           | 5               | 4               | 1               | 4                 | 3                 | 2                 | -          | -          | -          | -                              | -                              | -                              | -                              | 5          | 1          | 0          | 48    | 16    | 11    |
| 2025-2026             | Crystal Palace           | Premier League        | 1           | 0           | 0           | -               | -               | -               | -                 | -                 | -                 | 1          | 0          | 0          | -                              | -                              | -                              | -                              | 0          | 0          | 0          | 2     | 0     | 0     |
| Sous-total            | Sous-total               | Sous-total            | 147         | 34          | 23          | 12              | 4               | 1               | 7                 | 3                 | 4                 | 1          | 0          | 0          | -                              | -                              | -                              | -                              | 13         | 1          | 0          | 180   | 42    | 28    |
| Total sur la carrière | Total sur la carrière    | Total sur la carrière | 271         | 59          | 35          | 20              | 4               | 1               | 10                | 3                 | 4                 | 1          | 0          | 0          | -                              | -                              | -                              | -                              | 13         | 1          | 0          | 315   | 67    | 40    |

## Palmarès

### En club
Crystal Palace
- Coupe d'Angleterre
  - Vainqueur : 2025
- Community Shield
  - Vainqueur : 2025

### Distinction personnelle
- Membre de l'équipe-type de deuxième division anglaise en 2020.